# Institut d'émission des départements d'outre-mer
Ne doit pas être confondu avec l'Institut d'émission d'outre-mer.
L'Institut d'émission des départements d'outre-mer (IEDOM) est une SAS française chargée de l’émission monétaire dans les départements d'outre-mer et les collectivités d'outre-mer. Ancien établissement public, cette entreprise agit dans le cadre de l'EuroSystème. L'IEDOM assure le rôle de banque centrale dans sa zone d'intervention, « au nom, pour le compte et sous l'autorité de la Banque de France ».
L'IEDOM compte six agences situées à La Réunion, à Saint-Pierre-et-Miquelon, à la Martinique, en Guadeloupe, en Guyane et à Mayotte.

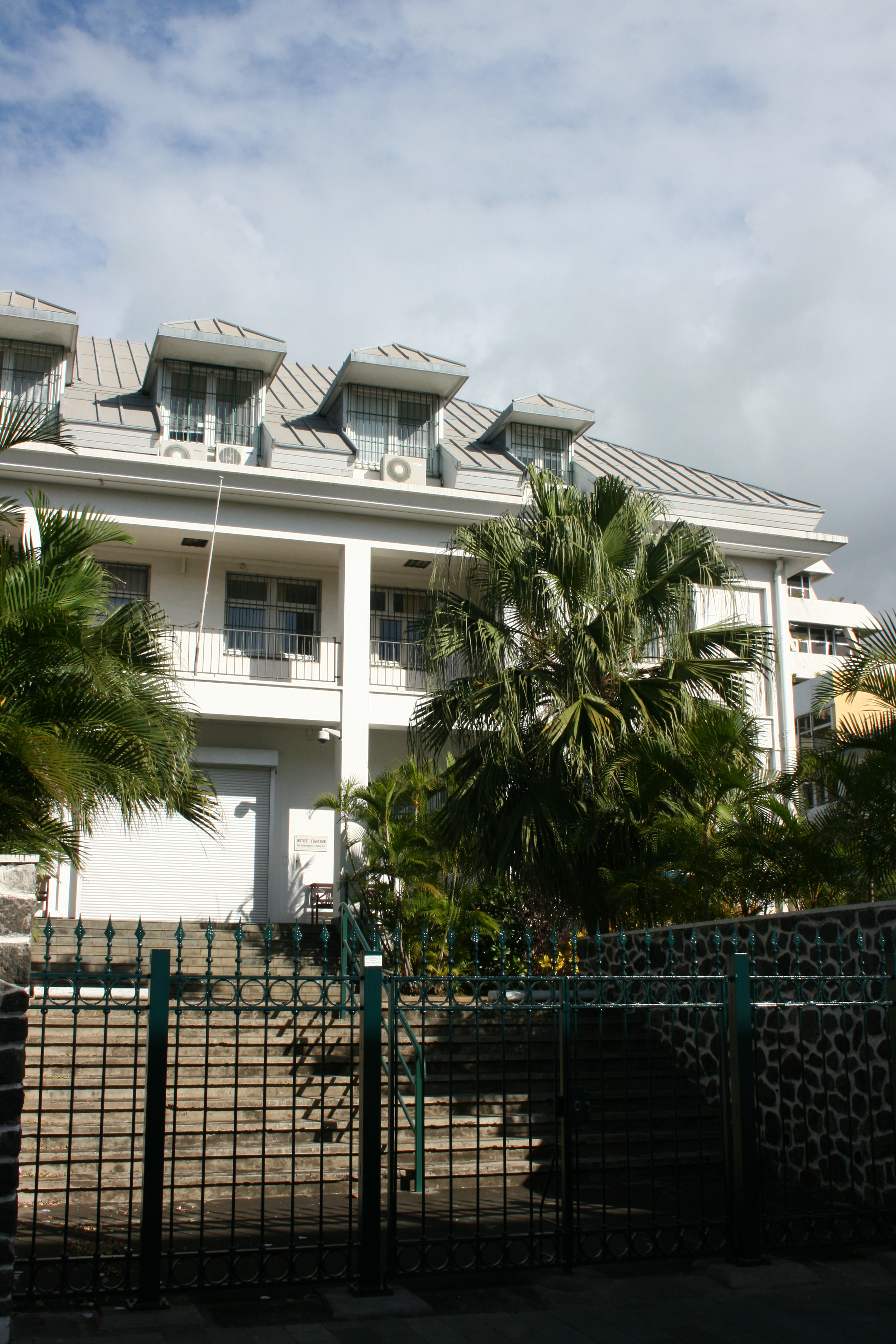
L'agence de l'IEDOM à Saint-Denis de La Réunion.

Il ne doit pas être confondu avec l'Institut d'émission d'outre-mer, qui gère la zone Pacifique.

## Histoire
Sous la Troisième République, dans le cadre de l'administration de l'empire colonial français, l'émission monétaire était assurée par quatre banques privées auxquelles un privilège d'émission avait été accordé : la Banque de la Guyane, la Banque de La Réunion, la Banque de la Martinique et la Banque de la Guadeloupe. 
La Caisse centrale de la France libre est créée le 2 décembre 1941, considérée alors comme la « banque d’émission de la France libre où que ce fût dans le monde  ». Le 1er juillet 1944, elle est transformée en Caisse centrale de la France d'outre-mer (CCFOM) dont la mission principale est d’émettre la monnaie fiduciaire à la place des banques dites « coloniales ». La Caisse centrale de la France d’outre-mer devient par la suite Caisse centrale de coopération économique, puis Caisse française de développement et enfin l'Agence française de développement (AFD).
Entre 1946 et 1959, on constate une dualité des billets mis en circulation : la CCFOM émet en effet des billets libellés en franc français en Guadeloupe, en Guyane et en Martinique ; de même qu'elle délivre des billets libellés en franc CFA à La Réunion et à Saint-Pierre-et-Miquelon. 
En 1959, le gouvernement crée l'Institut d'émission des départements d'outre-mer qui se voit confier l'émission de la monnaie fiduciaire dans les 4 DOM (Guadeloupe, Guyane, Martinique, La Réunion). La dualité monétaire se poursuit.
Le 27 décembre 1974, une réforme du régime de l’émission d’outre-mer dans les DOM modifie l’organisation monétaire : dès le 1er janvier 1975, l’IEDOM devient correspondant de la Banque de France pour les billets, et correspondant du Trésor public pour les pièces. S'ensuit une harmonisation monétaire : à la Réunion, les billets et pièces libellés en franc CFA sont rapidement remplacés par les signes monétaires émis en métropole. 
L'IEDOM étend par la suite sa zone d'émission à Saint-Pierre-et-Miquelon (1978) et Mayotte (1999).
Le 1er janvier 2002, les pays de l’Eurosystème mettent en circulation les pièces et billets libellés en euro, monnaie qui sera également émise par l'IEDOM dans les collectivités françaises sous sa juridiction. Le 17 février 2002, les pièces et billets en franc sont privés de cours légal.
En 2016, l'article 152 de la Loi relative à la transparence, à la lutte contre la corruption et à la modernisation de la vie économique transforme l'établissement public national en une « société par actions simplifiée régie par le code de commerce et portant la même dénomination, dont le capital est détenu par la Banque de France ». 
Ce changement de statut « n’emporte ni création d’une personne morale nouvelle ni cessation d’activité. Les biens immobiliers de l’institut qui relèvent du domaine public sont déclassés. L’ensemble des biens, droits, obligations, contrats et conventions de l’Institut d’émission des départements d’outre-mer sont repris de plein droit et sans formalité par la société qui se substitue à l’établissement public. La validité à l’égard des tiers des actes administratifs pris par l’établissement public n’est pas affectée. Les opérations entraînées par cette transformation ne donnent pas lieu à la perception de droits, impôts ou taxes de quelque nature que ce soit 
Cette transformation n’emporte pas de conséquence sur le régime juridique auquel sont soumis les personnels sous contrat de travail avec l’institut. Les personnels détachés auprès de l’institut par l’Agence française de développement restent régis par les dispositions qui leur sont applicables dans leur établissement d’origine.
Les comptes du dernier exercice de l’établissement public sont approuvés dans les conditions de droit commun par la société par actions simplifiée. Le bilan d’ouverture au 1er janvier de la société par actions simplifiée est constitué à partir du bilan de l’établissement public au 31 décembre de l’année de publication de la présente loi ».

## Missions
Les missions de l'IEDOM se répartissent en trois champs distincts :
1. des missions fondamentales de banque centrale assurées dans le cadre de l'Eurosystème ;
2. des missions de service public ;
3. des services d'intérêt général rendus à la collectivité, avec en particulier l'Observatoire économique et financier.

### Des missions de banque centrale
L’IEDOM, agissant au nom, pour le compte et sous l’autorité de la Banque de France, met en œuvre les missions de banque centrale dans sa zone d’intervention.
- Mise en circulation et entretien de la monnaie fiduciaire : Les agences de l’Institut se chargent de la mise en circulation des billets. Elles doivent en vérifier l’authenticité, la qualité ainsi que la destruction.
- Tenue des comptes des établissements de crédit et de la Banque postale.
- Cotation des entreprises en vue de la mobilisation des créances privées non négociables.
- Relais des autorités bancaires européennes et nationales : L'IEDOM rend publics les textes réglementaires  applicables par décision de la Banque centrale européenne et de la Banque de France. L’Institut veille au bon fonctionnement des systèmes de paiement et des établissements de crédit.

### Des missions de service public exercées pour le compte de l'État
Agissant pour le compte de l’État, et plus particulièrement pour le compte du ministère chargé de l’Économie d’une part, et du ministère chargé de l’Outre-mer d’autre part, l’IEDOM remplit certaines missions de service public :
- Mise en circulation des monnaies divisionnaires : L’Institut assure  la mise en circulation des pièces métalliques pour le compte du Trésor public.
- Surendettement et information du public : L'IEDOM se charge du secrétariat des commissions de surendettement des particuliers dans les quatre départements d’outre-mer et à Saint-Pierre-et-Miquelon. Il permet également l’exercice du droit d’accès aux informations contenues dans le Fichier central des chèques impayés et des retraits de cartes bancaires (FCC).
- Observatoire des tarifs bancaires: L’« Observatoire public sur les tarifs bancaires » pour l’outre-mer a été créé en 2009 sous la demande du ministère de l’Économie, de l’Industrie et de l’Emploi. Parmi les missions de l’Observatoire figure la publication semestrielle portant sur l’évolution des tarifs mentionnés dans les documents publics de tarification des établissements bancaires installés en Guadeloupe, en Guyane, en Martinique, ainsi qu’à La Réunion, à Mayotte et à Saint-Pierre-et-Miquelon.

### Des services d'intérêt général rendus à la collectivité
- Production d’informations pour la communauté bancaire : L’IEDOM centralise et restitue aux établissements de crédit les informations sur les créances douteuses, les arriérés de cotisations de Sécurité sociale, les parts de marché ainsi que les résultats de l’enquête semestrielle sur le coût du crédit aux entreprises.
- Rôle d'observatoire économique : Cette tâche a pour vocation principale d’éclairer les autorités monétaires sur la situation conjoncturelle des régions relevant de l’IEDOM. Elle inclut entre autres un suivi de l’activité bancaire par la collecte des informations réglementaires auprès de tous les établissements de crédit intervenant dans la zone d’intervention de l’Institut. Cette mission donne lieu à la production et la diffusion d’indicateurs économiques et de statistiques monétaires et financières, ainsi qu’à la réalisation d’études économiques et d’enquêtes de conjoncture utilisées dans le cadre national et européen : lettre mensuelle, bulletins trimestriels de conjoncture économique et financière, etc. Depuis 2004, l’IEDOM participe au développement du projet CEROM visant à renforcer l’analyse et l’information sur les économies ultramarines, en collaboration avec l’AFD, l’INSEE (Institut national de la statistique et des études économiques), le Service de plan et de la prévision économique de la Polynésie française, et les Instituts statistiques des collectivités d’outre-mer du Pacifique (ISEE et ISPF). Enfin, elle est chargée depuis 2015, d'étudier les problématiques de délais de paiement pratiqués par les entreprises et les organismes publics dans les collectivités où elle est implantée [5].
- Gestion d’informations sur les entreprises : L’IEDOM attribue une cotation aux entreprises situées dans son champ d’intervention, à partir des informations qu’il collecte et selon les mêmes critères qu’en métropole. Depuis avril 2003, les informations recueillies en vue de la cotation sont recensées dans le fichier national FIBEN (Fichier bancaire des entreprises).

Source : Rapport annuel 2010 de l'IEDOM 

## Gouvernance

### Le Président
L’IEDOM est géré par un président nommé par le Gouverneur de la Banque de France. Le Président est assisté d’un directeur et d’un directeur adjoint

### Le Conseil général
Le Conseil général est composé du président de la société, du Gouverneur de la Banque de France ou de son représentant qui préside le Conseil général, de 2 directeurs généraux de la Banque de France ou de leur représentant, et d’un représentant du personnel ou de son suppléant. 
Il est saisi par le président de la société pour avis consultatif sur les sujets suivants : la modification de l’objet social, l’approbation des comptes annuels et l’affectation des résultats, l’augmentation, la réduction et l’amortissement du capital social, l’adoption ou les modifications de toutes clauses statutaires, la présentation du rapport d’activité, la présentation des grandes orientations stratégiques – d’ordre social, économique, financier, ou liées à l’activité –.